# Avenue Georges Rodenbach
 (août 2025).
Si vous disposez d'ouvrages ou d'articles de référence ou si vous connaissez des sites web de qualité traitant du thème abordé ici, merci de compléter l'article en donnant les références utiles à sa vérifiabilité et en les liant à la section « Notes et références ».
 (août 2025).
Motif : Avenue sans notoriété évidente. Sources secondaires semblent absentes.
- Archive Wikiwix
- Bing
- Cairn
- DuckDuckGo
- E. Universalis
- Gallica
- Google
- G. Books
- G. News
- G. Scholar
- Persée
- Qwant
- (zh) Baidu
- (ru) Yandex
- (wd) trouver des œuvres sur Wikidata

| 1. | Préciser le motif de la pose du bandeau. | Précisez le motif de la pose du bandeau en utilisant la syntaxe suivante : {{admissibilité à vérifier\|date=août 2025\|motif=remplacez ce texte par le motif}}                                |
| 2. | Informer les utilisateurs concernés.     | Pensez à avertir le créateur de l'article, par exemple, en insérant le code ci-dessous sur sa page de discussion : {{subst:avertissement admissibilité à vérifier\|Avenue Georges Rodenbach}} |

Pour les articles homonymes, voir Rodenbach.
L'avenue Georges Rodenbach (en néerlandais : Georges Rodenbachlaan) est une avenue bruxelloise de la commune de Schaerbeek qui va de la place Princesse Élisabeth à l'avenue Zénobe Gramme en passant par la rue Anatole France.

## Histoire et description
La rue porte le nom d'un poète symboliste belge, Georges Rodenbach, né à Tournai le 16 juillet 1855 et décédé à Paris le 25 décembre 1898. Elle s'appelait précédemment avenue Monplaisir.
La numérotation des habitations va de 1 à 33 pour le côté impair et de 4 à 78 pour le côté pair.

## Adresses notables
- no 15 : Commissariat no 1 de la zone de police Polbruno
- no 29 : Service technique communal
- no 75 : Immeuble passif[1]